# Неймет Юрій Іванович
Ю́рій Іва́нович Не́ймет (нар. 10 квітня 1917, с. Велика Копаня, Закарпаття — пом. 22 березня 2007, там само Закарпаття) — воїн Карпатської Січі, учасник бою на Красному полі, член підпільної організації «Юнацтво ОУН», політв’язень.

## Життєпис
Народився в с. Велика Копаня (тоді Передтисянський повіт, Уґочанський комітат, Угорське королівство, Австро-Угорщина, нині — Берегівський район, Україна) у багатодітній селянській родині.
Був кошовим січового осередку в рідному селі. Проводив затримання угорських та польських терористів. 1939 року рятував українські книги від гонведів.
15 березня 1941 року, з нагоди другої річниці бою на Красному полю, бувши 7 класником разом з А. Шеверею отримав завдання встановити 5-метровий дубовий хрест на січовій могилі. За це їх та ще 7 членів ОУН (Д. Бандусяк, М. Бісун, П. Кришка, В. Обручар, М. Орос, I. Романець, М. Човганин) у липні 1942 було звинувачено в «антидержавній зраді, яка проявлялась в активній діяльності та відокремленні Закарпаття від Угорщини та приєднання Закарпаття до самостійної Української держави шляхом революційної боротьби, а при потребі й військовим переворотом» та зарештовано угорською жандармерією. Після допитів був відправлений до концентраційного табору м. Надьканіжа. Після звільнення у грудні 1942 року продовжив навчання у Хустській гімназії.
1946 року заарештований радянською контррозвідкою СМЕРШ і засуджений до 8 років концтабору Воркути за «український націоналізм». На батьківщину повернувся лише 1962 року. Реабілітований у 1991 р.
Помер 22 березня 2007 року.

## Нагороди
Орден «За заслуги» III ступеня «за вагомий особистий внесок у національне та державне відродження України, самовідданість у боротьбі за утвердження ідеалів свободи і незалежності, активну громадську діяльність» (2005)